# Калча у позоришту (приповетка)
 Калча у позоришту је мање позната приповетка српског књижевника Стевана Сремца са тематиком из нишког живота с краја 19. века и са већ познатим нишким идиомом који је одлика говора јунака и ове приповетке. Приповетку Калча у позоришту Стевана Сремца везује за опис догађаја, који се десио на извођењу представе Ивкова слава позоришта Синђелић у нишкој кафани Европа 1896. У приповеци лик и карактер главног јунака Калче, приказан је кроз тематизацију анегдоте, на којој Сремац причу углавном заснива, али и на проширивању комичних ситуација и карикатуралном обликовању главног јунака.

## О аутору
Стеван Сремац, који је рођен у Сенти у Бачкој, студирао је у Београду, где је завршио Историјско-филолошки одсек на Великој школи. Временом је живећи у Београду, Нишу, Пироту и другим српским градовима сазревао као професор и књижевник и тако постао један је од најзначајнијих и најчитанијих српских реалистичких писаца.

Стицајем околности Сремац ће свој живот и креативне моћи највише посветити граду Нишу који је упознао као добровољац у српско-турским ратовима од 1876. до 1878. године. Наиме Сремчев први сусрет са градом Нишом био је драматичан и замало фаталан. Када је у току 1876. прекинуо студије укључио се ка учесник добровољац у Српско-турском рату 1876–1877. године, у чувеној „Ђачкој батерији”, коју је предводио песник Милан Кујунџић Абердар. Према запису Сретена Пашића, 
Сремац се на Савиндан 1877. године замало није смрзнуо надомак Ниша, док је његова јединица по сњежној мећави улазила у овај град из алексиначког правца. Изнемоглог Сремца спасио је војник Михаило Церовић, тако што је присилно зауставио коњску запрегу, која је случајно наишла друмом, послије чега су га другови смјестили у кола и тиме га спасили од сигурне смрти. 
Као професор нишке гимназије, оснивач прва читаоница за грађане и позоришта, у новоослобођеном крају старе Србије Сремац је заволео патријархални живот у Нишу. У њему и о њему ће касније написати скоро сва своја вреднија литерарна дела. Овај град ће постати и остати Сремчева трајна књижевничка инспирација. А у том постосманлијском Нишу, тек изашлом из културне и економске беде, Стеван Сремац је помно пратио и – бележио. 
Бележница је често била у његовој руци, не само у школи и на часовима и после њих већ у веселом друштву кафана „Маргер”, „Босна”, „Еснаф” и других. Хтео је да сачува од заборава весело „живување” старих Нишлија, тај „примитиван али срдачан и раздраган свет”. „Ивкову славу” ће и завршити речима „Моје је било да споменем... 
Колику је популарност Стевану Сремцу као писцу донело то сликање људи и живота старога Ниша, у време када су се појављивала његова дела „Ивкова слава”, „Зона Замфирова”, „Ибиш-ага” и друга, а и знатно потом, сведочи овај суд критичара Јована Скерлића: 
„Када би широка књижевна публика наша имала у једном плебисциту да каже кога сматра за највећег српског приповедача и чије књиге су њено најдраже штиво, несумњиво је да би највећи број гласова добио Стеван Сремац. 

## Радња приповетке
Главног јунака, Калчу, нишког занатлију и великог љубитеља лова, Сремац ставља у комичну ситуацију забуне, а потом и незадовољства прототипским ликом и начином на који је тумачен на сцени у драматизованој „Ивковој слави”, истог аутора.
Кроз шаљиве догађаје прича поприма гротескне размере и изазва опште одушевљење у публици кад се „стварни“ Калча, не разликујући реалност од уметничке фикције, супротставио тумачу улоге на позорници.

## Језика приповетке
Посебну димензију овог Сремчеве дела и уједно уметничке слике града Ниша, представља индивидуални говор јунака, који је оболежен дијалекатским и локалним особинама језика, специфичним урбаним сленгом, као и билингвистичким карактеристикама које красе говор странаца када дођу у нову средину и започну да уче њен језик.
Језик дијалога ове приповетке често је онакав каквим га описују проучаваоци говора ових крајева. У неким елементима, међутим, то је оригиналан идиом забележен једино у Сремчевом делу. Тако у елементе који карактеришу говоре овога краја спадају: очувани полугласник (оп'нци,к'смет), очувано л на крају речи или слога или његова нестандардна супституција: жал, болна; наредија, купија; доследна екавска замена јата у одричном облику глагола јесам (неси, неје); бројне супституције вокала (ете, берем, лошо); бројне редукције вокала (кол'ко, тол'ко, истин'); бројне партикуле (доклен, овој, оној), аналитичка деклинација (Из Ниш, по бели свет, без крај, до Ристовац, сас мираз), аналитичка компарација (полепо, побоље, поубаво, најпрво), губљење инфинитива (ће си путујем, ћесе населим, саг ће друге да стизају, од куде ћу паре да нађем) и друге.